# Pavel Fořt
Pavel Fořt (Plzeň, 26 giugno 1983) è un ex calciatore ceco, di ruolo attaccante.

## Palmarès

### Club

#### Competizioni nazionali
- Fotbalová národní liga: 1

Viktoria Plzen: 2002-2003